# Кромвель (тауншип, Миннесота)
Кромвель (англ. Cromwell) — тауншип в округе Клей, Миннесота, США. На 2000 год его население составило 323 человека.

## География
По данным Бюро переписи населения США площадь тауншипа составляет 87,3 км², из которых 86,2 км² занимает суша, а 1,1 км² — вода (1,25 %).

## Демография
По данным переписи населения 2000 года здесь находились 323 человека, 108 домохозяйств и 92 семьи.  Плотность населения —  3,7 чел./км².  На территории тауншипа расположено 111 построек со средней плотностью 1,3 построек на один квадратный километр. Расовый состав населения: 100,00 % белых. Испанцы или латиноамериканцы любой расы составляли 0,31 % от популяции тауншипа.
Из 108 домохозяйств в 40,7 % воспитывались дети до 18 лет, в 75,0 % проживали супружеские пары, в 6,5 % проживали незамужние женщины и в 13,9 % домохозяйств проживали несемейные люди. 11,1 % домохозяйств состояли из одного человека, при том 6,5 % из — одиноких пожилых людей старше 65 лет. Средний размер домохозяйства — 2,99, а семьи — 3,17 человека.
30,0 % населения — младше 18 лет, 7,1 % — в возрасте от 18 до 24 лет, 27,9 % — от 25 до 44, 26,6 % — от 45 до 64, и 8,4 % — старше 65 лет. Средний возраст — 37 лет. На каждые 100 женщин приходилось 108,4 мужчин.  На каждые 100 женщин старше 18 приходилось 111,2 мужчин.
Средний годовой доход домохозяйства составлял 47 292 доллара, а средний годовой доход семьи —  47 708 долларов. Средний доход мужчин —  32 083  доллара, в то время как у женщин — 21 250. Доход на душу населения составил 20 993 доллара. За чертой бедности находились 4,1 % семей и 4,3 % всего населения тауншипа, из которых 4,9 % младше 18 и 14,3 % старше 65 лет.